# Karayazı
Karayazı (türkisch für schwarze Schrift, metaphorisch für schlechtes Schicksal) (kurdisch: Qereyazî oder Qeza) ist eine Stadt im gleichnamigen Landkreis der türkischen Provinz Erzurum und gleichzeitig ein Stadtbezirk der 1993 geschaffenen Büyükşehir belediyesi Erzurum (Großstadtgemeinde/Metropolprovinz).

## Geographie
Der Landkreis Karayazı liegt etwa 80 km südöstlich der Provinzhauptstadt Erzurum. Innerhalb der Provinz grenzt Karayazı im Süden an den Landkreis Karaçoban, im Südwesten an Hınıs, im Westen an Tekman, im Nordwesten an Pasinler und im Norden an Köprüköy sowie an Horasan. Im Osten grenzt Karayazı an die Provinz Ağrı und im Südosten an die Provinz Muş.

Der Landkreis Karayazı ist mit einer Fläche von 1953 km² der drittgrößte Landkreis der Provinz.

## Bevölkerung
Ende 2020 lag Karayazı mit 27.612 Einwohnern auf dem 7. Platz der bevölkerungsreichsten Landkreise in der Provinz Erzurum. Die Bevölkerungsdichte liegt mit 14 Einwohnern je Quadratkilometer über dem Provinzdurchschnitt (30 Einwohner je km²).

Die Gegend um Karayazı wird nahezu ausschließlich von Kurden bewohnt.

## Geschichte
Karayazı erhielt laut Stadtlogo 1944 den Status einer Belediye (Gemeinde), bereits im Jahr 1937 war der gleichnamige Landkreis gebildet worden.